# Maison d'arrêt de Tarbes
La maison d'arrêt de Tarbes est une maison d'arrêt située à Tarbes dans le quartier du  Martinet (canton de Tarbes 2), département des Hautes-Pyrénées en région Occitanie.

## Histoire
Elle fut mise en service en 1896 avec une capacité de 69 places et située au 17 rue Eugéne-Tenot.

## Description

### Architecture
Son architecture est en forme de " Y ". Les locaux de détention se composent d'un quartier sur 3 niveaux et d'un quartier dans l'aile gauche sur 2 niveaux. Dans le demi-cercle se répartissent les cours de promenade.

### Fonctionnement de l'établissement
La maison d'arrêt de Tarbes reçoit les personnes en détention provisoire (avant leur jugement), 
les détenus condamnés dont la peine est inférieure à 3 ans, ainsi que les condamnés à une longue peine en attente de transfert.
Elle est rattachée à la cour d'appel de Pau, à la cour d'assises et au tribunal judiciaire de Tarbes.
Selon les chiffres du Ministère de la Justice, la maison d’arrêt de Tarbes était, au 1er septembre 2021, l’établissement pénitentiaire le plus peuplé de France avec une densité carcérale de 203 %, soit 138 détenus pour 69 places.

## Détenus notables
Le 23 octobre 2022, Thierry Prat, qui avait été mis en examen pour le meurtre de sa compagne Florence Gandil et incarcéré dans l'établissement, se suicide dans sa cellule, ce qui met également fin à la procédure.

## Galerie

Sélection de vues de la maison d'arrêt.
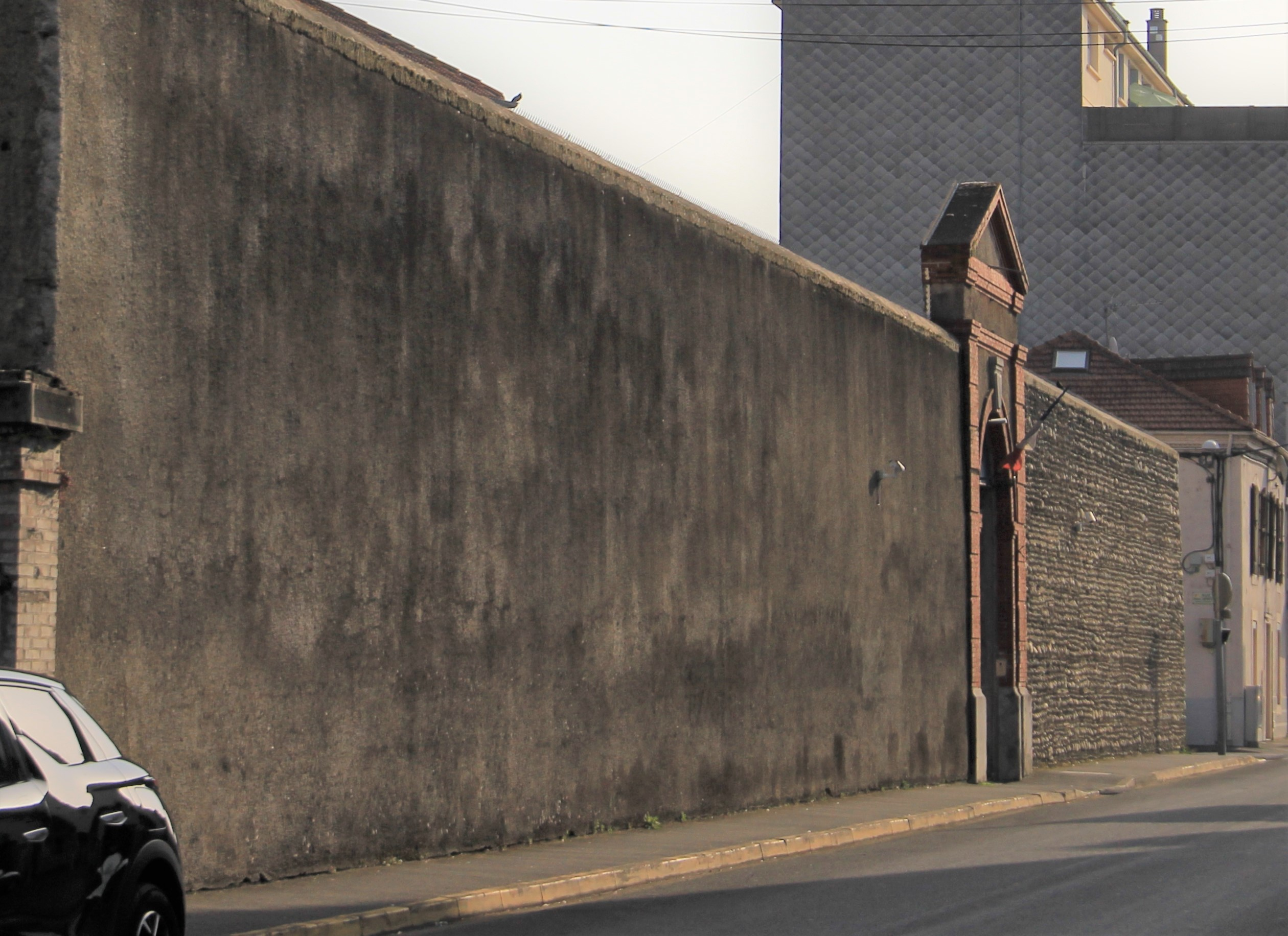
Rue Eugéne Tenot.
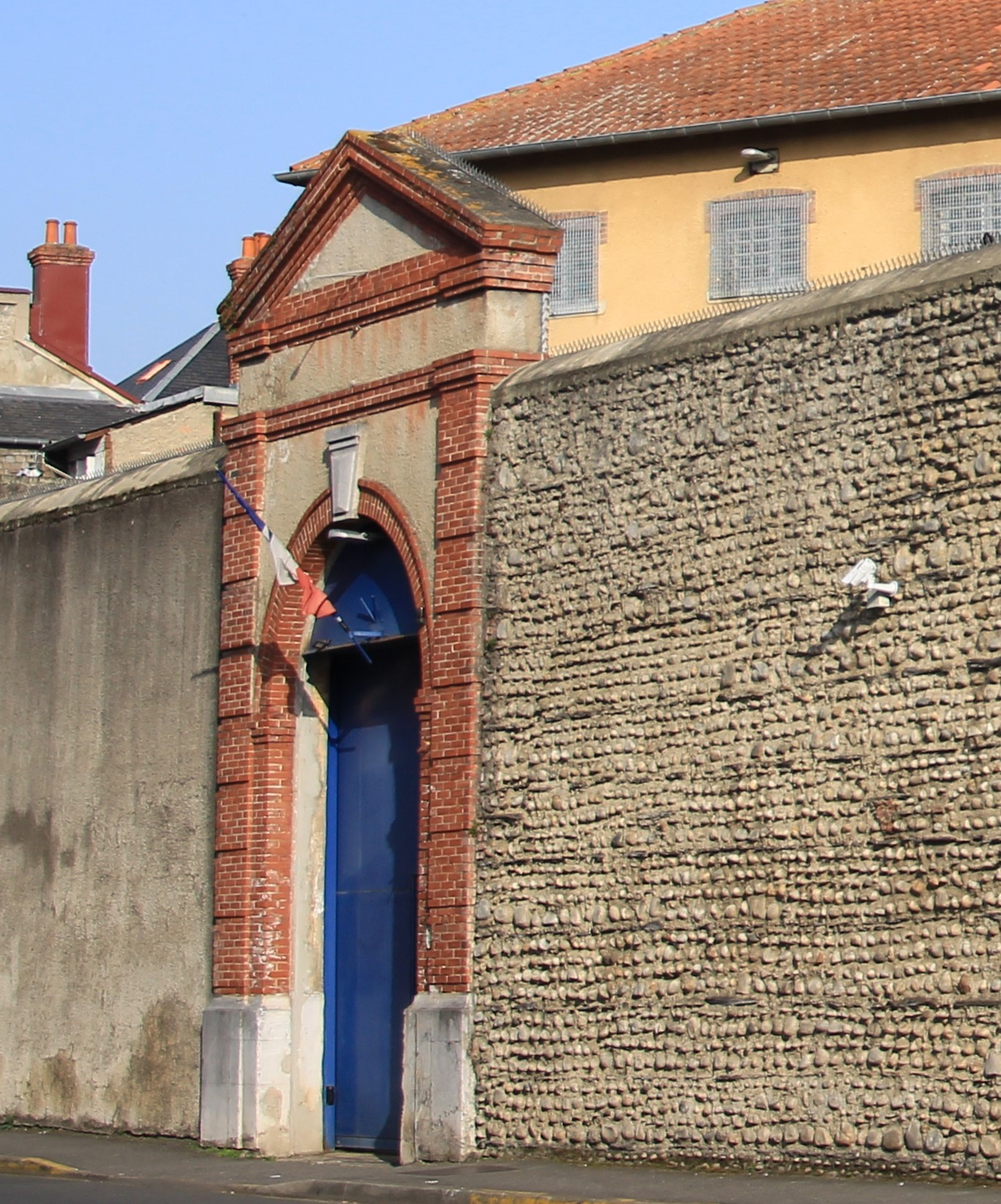
L'entrée.
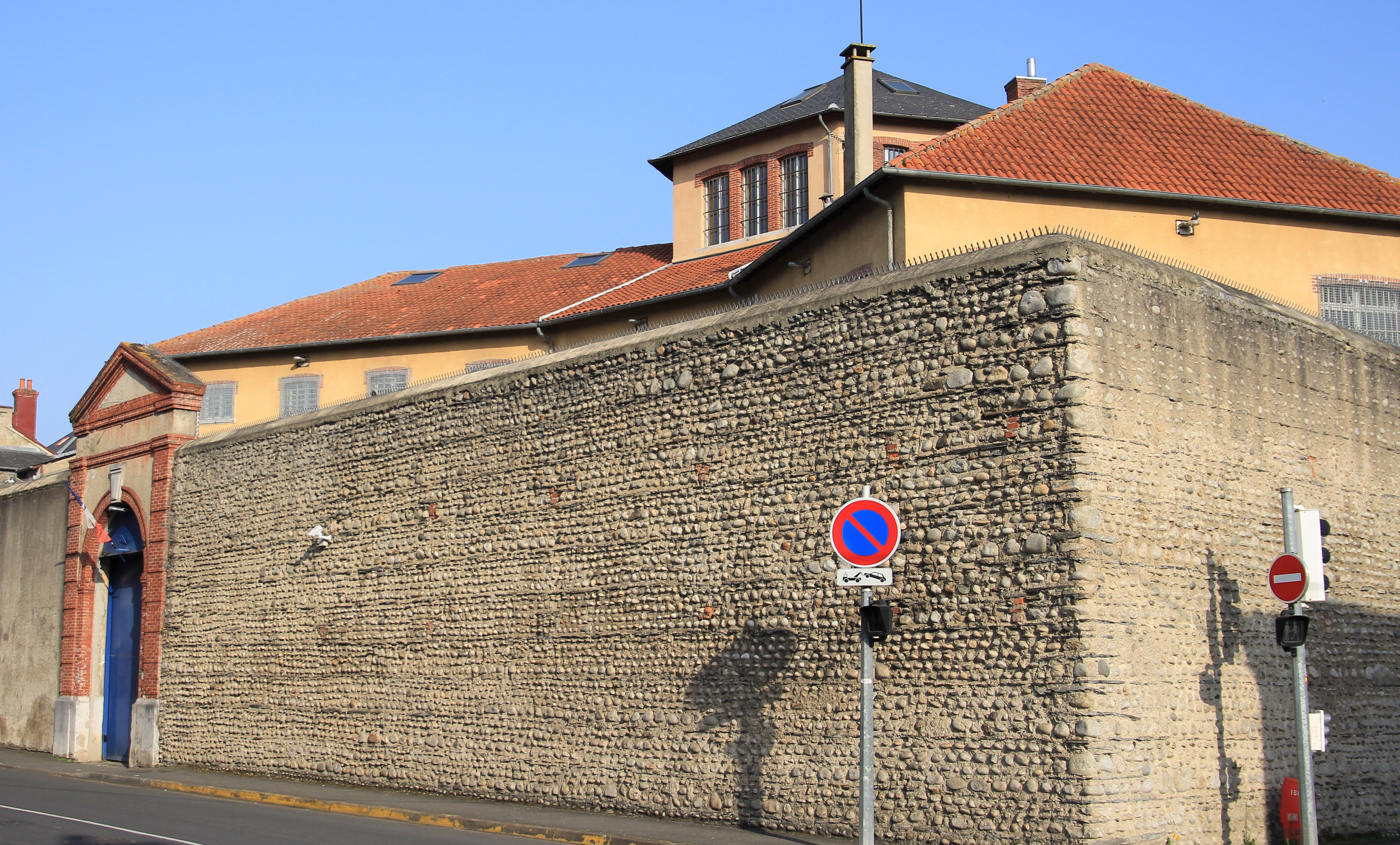